# Луг і Круглик
Луг і Кру́глик — гідрологічний заказник загальнодержавного значення в Україні. Розташований у межах Летичівського району Хмельницької області, біля села Голенищеве. 
Площа 156 га. Створений у 2002 році. Перебуває у віданні ДП «Летичівське ЛГ». (Бохнянське лісництво, кв. 54-55).
Охороняються цінні природні комплекси у заплаві річки Згар — болота, заплавні луки та ліси з багатою флорою і фауною. Зростають рідкісні рослини: пальчатокорінник м'ясочервоний, любка дволиста, лілія лісова, коручка пурпурова. 
70 % площі заказника займають ліси з вільхи чорної, а також дубові ліси з дуба червоного
та дуба звичайного, які займають до 25% площі, грабові ліси з граба звичайного та ільмових. Соснові ліси зростають навідносно невеликій площі.
У підліску зростають черемха звичайна, свидина криваво-червона, жостір проносний, бузина чорна, шипшина собача щитконосна, клен татарський тощо. Трав'яний покрив у таких лісах досить густий, у ньому
переважають маренка запашна, зеленчук жовтий, грясниця збірна, перлівка поникла, яглиця звичайна, осока волосиста і безщитник жіночий.
Трапляються видра річкова та борсук, занесені до Червоної книги України. 